# Wilhelm Isaac Gillé
Wilhelm Isaac Gillé, ab 1871 von Gillé (* 24. Mai 1805 in Offenbach am Main; † 8. August 1873 in Frankfurt am Main) war ein Bankier und Politiker der Freien Stadt Frankfurt.
Wilhelm Isaac Gillé war der Sohn des Großherzoglich-Hessischen Professors in Offenbach am Main Henrich Jacob Gillé und dessen Ehefrau Sophia Charlotte Ernestine geborene Pohl. Er heiratete am 9. April 1832 Elisabeth Emilie geborene Nestle (* 23. März 1811 in Frankfurt am Main; † 22. August 1839 ebenda), Tochter des Handelsmanns in Frankfurt am Main Johann Tobias Nestle (1777–1834) und der Anna Dorothea Andreae.
Er war Handelsmann und Bankier in Frankfurt am Main. Zunächst war er Teilhaber, dann Inhaber des Bankhauses „W. Ganslandt & Sohn“, Töngesgasse, in Frankfurt am Main. Von 1837 bis 1845 und von 1850 bis 1853 war er Mitglied, 1850 Subsenior und von 1851 bis 1853 Senior (Präsident) der Handelskammer Frankfurt. Von 1854 bis 1873 war er erster Direktor der Frankfurter Bank und Mitglied des Verwaltungsrats bis 1873.
Er gehörte dem Gesetzgebenden Körper von 1845 bis 1846 an. Am 25. Oktober 1848 wurde er in die Constituierende Versammlung der Freien Stadt Frankfurt gewählt. Am 26. September 1853 wurde er zum Senator gewählt, lehnte aber nach drei Tagen Bedenkzeit die Wahl ab. 1871 wurde er in den persönlichen Württembergischen Adelsstand erhoben.